# Fitchia spinosula
Fitchia spinosula är en insektsart som beskrevs av Carl Stål 1872. Fitchia spinosula ingår i släktet Fitchia och familjen rovskinnbaggar. Inga underarter finns listade i Catalogue of Life.